# Nécropole d'Al-Bass Tyr
La nécropole d'Al-Bass Tyre est un site du patrimoine mondial de l'UNESCO libanais  dans la ville de Tyr située à côté du camp de réfugiés d'el-Buss. La nécropole, constituant l'entrée principale de la ville à l'époque antique, se trouve de part et d'autre d'une large avenue romaine et byzantine dominée par un arc de triomphe du IIe siècle. D'autres vestiges monumentaux importants de cette zone archéologique sont un aqueduc et un hippodrome du IIe siècle.

## Nécropole romaine et byzantine

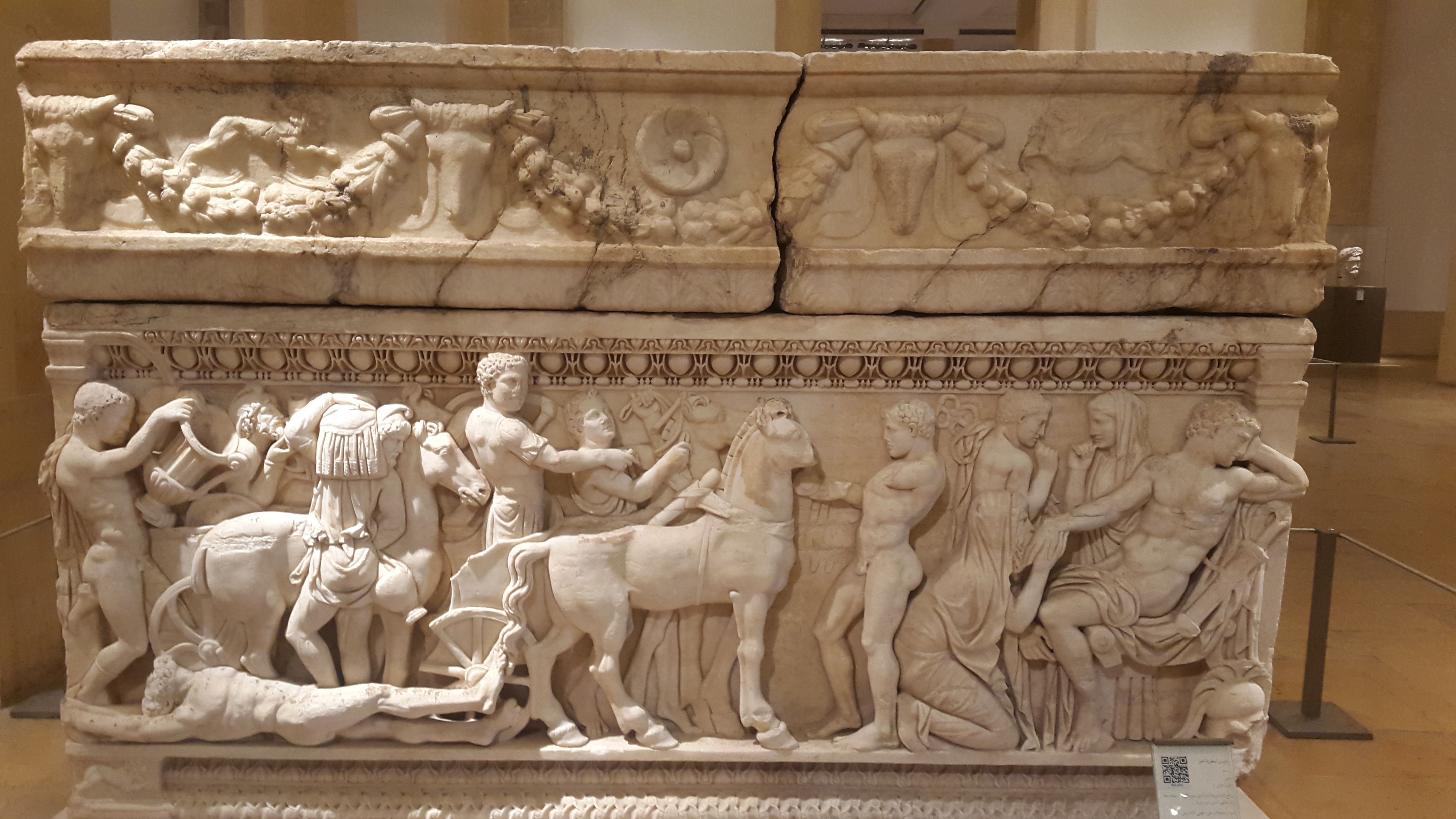
Sarcophage avec la légende d'Achille, trouvé à Tyr, maintenant au musée national de Beyrouth.

Découverte en 1962, la nécropole se compose de centaines de sarcophages en pierre et en marbre des époques romaine et byzantine. Plusieurs d'entre eux portent des inscriptions grecques ou les noms de ceux qui y sont enterrés, ou leur métier tel que riche fabricant de teinture pourpre. D'autres dont les côtés et les couvertures sont décorés de fresques et de bas-reliefs d'œuvres d'Homère.
L'arc de triomphe est l'un des vestiges les plus impressionnants du site. Tombé en morceaux mais reconstruit à l'époque moderne, il domine l'avenue romaine bien conservée qui a une nécropole de chaque côté parsemée de centaines de pierres ornées et de sarcophages en marbre sculpté datant du IIe siècle au VIe siècle de notre ère.

## Nécropole phénicienne
Dans la partie nord du site, il y a une nécropole phénicienne du IXe siècle av. J.-C. formée de tombes creusées contenant des urnes.

## Conservation du site
En 2006, le conflit israélo-libanais menace le site lorsqu'un bâtiment voisin est bombardé. Une analyse ultérieure par des experts en conservation révèle que de nombreuses fresques ont subi des dommages. Ceci, combiné au manque important d'entretien sur le site, représente des menaces importantes pour le site.
Le site avait déjà été pillé dans les années 1990. Plusieurs artéfacts et obélisques ayant disparu dans le marché illégal des antiquités sont maintenant exposés au musée Nabu à El-Heri.